# Goljam izvor (distrikt i Bulgarien, Razgrad)
Goljam izvor (bulgariska: Голям извор) är ett distrikt i Bulgarien.   Det ligger i kommunen Samuil och regionen Razgrad, i den nordöstra delen av landet, 290 km öster om huvudstaden Sofia.